# Strung Out
Strung Out ist eine US-amerikanische Punkband aus Simi Valley (Kalifornien) bestehend aus Jason Cruz, Jake Kiley, Chris Aiken, RJ Shankle und Rob Ramos. Die Band zählt zu den prägenden Vertretern des melodischen Punkrocks der 1990er Jahre des Labels Fat Wreck Chords, bei welchem sie bis heute unter Vertrag stehen. Stilistisch markant sind für Strung Out dabei musikalische Anleihen aus dem Metal, welche vor allem ab der Jahrtausendwende zunehmenden Anteil in der Musik der Band gefunden haben.

## Bandgeschichte
Gegründet wurde die Band bereits 1989. Damals gehörten Sänger Jason Cruz, die Gitarristen Jake Kiley und Bob Ramos sowie Jim Cherry an der Bassgitarre und Adam Austin am Schlagzeug zur Gründungsformation. Schon wenig später wurde Austin von Jordan Burns ersetzt, der bei Ten Foot Pole ausgestiegen war. 1993 wurden sie von dem noch jungen Punklabel Fat Wreck Chords unter Vertrag genommen und ein Jahr später erschien dort ihr Debütalbum Another Day in Paradise. Mit dem zweiten Album Suburban Teenage Wasteland Blues sicherten sie sich zwei Jahre später eine feste Punk-Pop-Anhängerschaft. Beim nächsten Album Twisted by Design, das 1998 erschien, begannen sie, ihren melodischen Songs mit Heavy-Metal-Elementen zu mischen und sich in Richtung Hardcore Punk zu entwickeln. Ein Jahr nach der Veröffentlichung verließ Bassist Jim Cherry die Band. Er hatte schon immer mit Herzbeschwerden zu kämpfen gehabt und starb drei Jahre später. Mit seinem Nachfolger Chris Aiken hatte sich das endgültige Band-Line-up gefunden.
Bis zum nächsten vollen Album verging einige Zeit, in der eine EP und eine Kompilation früher Strung-Out-Songs erschien. An American Paradox wurde 2002 veröffentlicht und war das erste Album, mit dem sie es in die offiziellen US-Albumcharts brachten und Platz 185 erreichten. In den Indie-Charts stand das Album auf Platz 11. Auch ein wenig später in Anaheim aufgenommenes Livealbum kam im folgenden Jahr in die Indie-Charts, ebenso wie die nächsten Alben Exile in Oblivion (2004, produziert von Matt Hyde) und Blackhawks over Los Angeles (2007). Während die Band ihren schnellen Punkrock mit Metal-Einflüssen weiterentwickelte, setzten sie sich auch kritisch mit politischen Themen wie 9/11 und den folgenden US-Kriegseinsätzen auseinander. Das Album Agents of the Underground war ihr siebtes Studioalbum und markierte das 20-jährige Bandjubiläum. Es war ihr zweites Album in den offiziellen Charts. Produziert hatte es Cameron Webb, der unter anderem schon für Motörhead erfolgreich gearbeitet hatte. Dies betonte noch einmal ihre Metal-Ausrichtung.
Danach gingen Strung Out noch einmal ausgiebig auf Tour und zogen sich dann zurück. Nach 2010 erschien ein Best-of-Album und eine Box mit ihren 1990er Alben und einer DVD. Erst 2015 gab es wieder ein neues Studioalbum der Band. Mit Platz 144 in den Billboard 200 war Transmission Alpha Delta ihr bestplatziertes Album. Damit kamen sie erstmals auch in die Hard-Rock-Charts und stiegen dort auf Platz 2 ein.
2018 erschien mit Black Out the Sky eine weitestgehend von Akustik-Gitarren dominierte EP, welche neben einigen neuen Songs auch Akustikversionen früherer Songs beinhaltet. Im selben Jahr wurde Jordan Burns aufgrund persönlicher Differenzen durch RJ Shankle ersetzt. Das erste Studioalbum in neuer Besetzung – Songs of Armor and Devotion – wurde 2019 veröffentlicht.

## Diskografie
Studioalben
- 1994: Another Day in Paradise
- 1996: Suburban Teenage Wasteland Blues
- 1998: Twisted by Design
- 2002: An American Paradox
- 2004: Exile in Oblivion
- 2007: Blackhawks over Los Angeles
- 2009: Agents of the Underground
- 2015: Transmission Alpha Delta
- 2018: Black Out the Sky
- 2019: Songs of Armor and Devotion
- 2024: Dead Rebellion

Livealben
- 2003: Live in a Dive

EPs
- 1998: Crossraods & Illusions
- 2000: The Element of Sonic Defiance

Kompilationen
- 1998: Skinny Years: Before We Got Fat
- 2009: Prototypes and Painkillers
- 2011: Top Contenders: The Best of Strung Out